# Китови
Китови (лат. Cetacea) су ред сисара који броји више од 80 врста. Сви живе искључиво у води.
Китове одликује необична дуговечност. Неке врсте, као нпр. гренландски кит, могу доживети и више од 200 година. До сада најстарији познати примерак, мужјак, је угинуо у 211. години.

## Особине
Китови су, поред морских крава, или морских сирена, једини сисари потпуно прилагођени животу у води. Они читав свој живот проводе у води, а на копну не могу преживети. На копну би их угушила сопствена тежина, осушили би се или би због јако добре топлотне изолације угинули од топлотног удара. Читава грађа тела као и све телесне функције су примерене животу у води. А упркос томе, имају све најважније особине заједничке свим сисарима:
- Китови, уместо шкрга имају плућа и морају дисати ваздух. Како је њихов респираторни систем савршено прилагођен животу у води, дуго времена могу провести испод површине. Удисање кисеоника знатно је економичније од његовог преузимања из воде. Неке врсте китова могу с једним удисајем ронити и до два сата.
- Имају срце чије су радне способности изврсне. За разлику од рибљег срца, срце кита је подељено на више комора. То помаже да се кисеоник, апсорбован у крви, много ефикасније распореди у телу.
- Китови су топлокрвне, а не животиње променљиве топлоте као рибе.
- Сви китови рађају живу младунчад и доје их крајње масним мајчиним млеком из посебних млечних жлезда. Читав развој ембриона се одвија у телу мајке, и за то време се ембрион храни преко плаценте.

У китове спадају неке од највећих животиња које су икада живеле на земљи. Плави кит (Balaenoptera musculus) је са својих 33 метара и 190 тона највећа врста на Земљи живећих животиња, али и већа од свих својих фосилних предака, док је уљешура (Phuseter catodon) највећи месождер који је икада живео на Земљи.

### Спољашњи изглед
Изглед китовог тела јако је сличан као код великих риба, што говори о њиховој прилагођености животној средини. Тело им је изразито аеродинамично, а предњи удови су попримили изглед пераја. На леђима имају леђно пераје које је код различитих врста различитог изгледа, а неке врсте га уопште немају. У суштини, леђно пераје уопште и не заслужује тај назив, јер код оних који га имају то је у ствари само накупина масног ткива. И леђно и предње пераје киту служе искључиво за стабилизовање и управљање у води. Реп се завршава великим репним перајем у којем нема делова костију него је хрскавичасто. Репно пераје је постављено водоравно у односу на тело, и то је лако препознатљива разлика у односу на рибе чији реп је увек окомит. Китови пливају вертикалним ударцима репним перајем.
Китови уопште немају задње удове, као ни друге телесне израслине које би могле нарушавати аеродинамичност тела, као што су уши или длака. Мушки полни органи као и млечне жлезде уроњени су у наборе коже.
Сви китови имају издужене главе, што посебно код китова усана поприма екстремне размере због њихових издужених вилица. Отвори за дисање су постали својеврсне млазнице. Китови зубани имају само једну такву млазницу, а китови усани две. Оне су смештене на горњем делу главе тако да кит не треба изронити да би дисао. Довољно је да из воде изрони горњи део главе с дисајним отвором. Код издисања се влага садржана у издахнутом ваздуху кондензује и ствара тзв. млаз.
Тело им је обложено дебелим слојем сала. Сало им служи као топлотни изолатор и даје им глатку телесну површину. Нарочита грађа коже и начин како је повезана са салом омогућује ситним набирањем смањење отпора воде и њеног вртложења код брзог пливања. Нарочито брзи пливачи, рецимо делфини, имају знатно боље аеродинамичне особине од механичког тела потпуно једнаког облика управо захваљујући таквој функцији коже, што је експериментима доказано.

### Костур
Китов костур углавном нема компактних костију, јер га вода стабилизује. Због тога су уобичајене компактне кости копнених сисара код китова замењене лакшим и еластичнијим. Осим тога, на многим местима су коштани елементи замењени хрскавицом а понегде чак масним ткивом што додатно побољшава хидростатичне особине китовог тела. Код китова се само у уву и на задњем делу налази једна врста костију изузетне густине тако да подсећа на порцелан. Та кост има нарочита акустична својства и проводи звук боље од свих других костију.
Предњи удови китова обликом подсећају на весла. Грађени су од скраћене подлактице и издужених костију прстију ради стабилизовања и помагања кретању, а међусобно су повезани хрскавицом. Једини гибак зглоб је рамени док су сви други (осим код амазонског делфина) непокретни. Како кретање китова копном више није потребно, а код великих китова због тежине не би ни било могуће, задњи удови су потпуно закржљали и постоје још само као костурни рудимент.

## Начин живота
Већина китова су изражено дружељубиве животиње с високо развијеним друштвеним међуодносима. Само неколико врста живе у паровима или као самци.
Групе китова, које се често зову школе, састоје се најчешће од 10 до 50 животиња. У одређеним околностима (у случају масовне појаве хране или у раздобљу парења) групе могу бројати и далеко више од 1000 јединки. При томе је могуће и дружење с другим врстама китова.
Поједине школе имају чврсто утврђену хијерархију, при чему се место у хијерархији утврђује угризима, гурањем или сударањем. Понашање унутар групе постаје агресивно само у крајње стресним ситуацијама као што су недостатак хране или у заточеништву. У нормалним околностима контакти се успостављају врло мирољубиво и љубазно. Велику улогу при томе игра контактно пливање, узајамно глађење перајима и додиривање носева. Исто тако, позната су и разиграна понашања, искакање из воде, извођење салта и ударање перајима по површини воде. Таквом су понашању склоне и одрасле животиње.
За споразумевање китови испуштају гласове сличне певању који се шире стотинама километара далеко. Новија истраживања су показала, да свака група китова развија своју типичну песму. Понекад се неки кит може препознати по својој специфичној незамењивој песми. Како групе или поједини кит из сезоне у сезону мења само један мањи део своје песме, неки стручњаци сматрају да је могуће по сличности песме разазнати међусобну сродност појединих група китова.
Лове у групи, а често се при томе удружују и с другим врстама. Тако многе врсте делфина имају ловачке походе на велика јата риба заједно с великим тунама. Читаве школе орки (Orcinus orca) заједно лове друге, чак и веће китове. Грбави китови заокруже јато мањих риба па испуштањем мехурића направе завесу око њих што избезумљену ловину наведе да се збије у својеврсну куглу у коју се они онда стуште отворених уста и тако их лове.

## Размножавање
Код већине врста китова је утврђено да им је време размножавања повезано уз годишња доба, а сазревање јајашаца се временски подудара с раздобљем интензивне активности тестиса мужјака. То раздобље се код великог броја врста подудара с њиховим сезонским селидбама. Већина китова зубана не заснива за време парења трајне везе, а код великог броја врста женке се у једној сезони паре с више мужјака. За разлику од њих, китови усани су углавном моногамни током једне сезоне парења, али ни они не заснивају трајне везе.
Женке носе младунце од 9. до 16. месеци, а трајање скотности не зависи од величине врсте. Китови по правилу доносе на свет једно младунче, а ако се роде близанци, један младунац углавном угине, јер мајка нема довољно млека да подигне оба младунца. Порођај углавном почиње с изласком репа. На тај се начин опасност од утапања новорођенчета своди на минимум. Након рођења се младунче брзо гура на површину ради првог удисаја ваздуха. Снимљене су сцене праве помоћи „бабица“, других женки које се окупе око женке која рађа и које узрујано пливају око родиље и оне гуркањем доводе младунца до првог удисаја на површину. Тај процес је документован код неких врста делфина, па се верује да је слично и код других врста китова. Дојење се разликује од дојења сисара. Мајка дословно штрца млеко у уста младунца јер китови немају усне па нису у стању сисати.
Раздобље дојења је углавном дуго, и код великог броја врста је дуже од годину дана, па је повезаност мајке с потомком изразито велика. Код свих врста китова се о подизању младунаца брине само мајка. Полну зрелост китови по правилу досежу релативно касно, тек у раздобљу од 7. до 10. година. Таква стратегија размножавања резултује с мало потомака, али се надокнађује великим процентом преживљавања младунаца.

## Угроженост
Китове углавном угрожавају људи. Природни непријатељи китова су само неке врсте великих морских паса као и други китови, на пример орке које лове мале китове, али и младунце великих китова. Угроженост од стране људи се може поделити на два дела: један је директна угроженост ловом на њих, а други је индиректан и састоји се од риболова и загађења околине.

### Лов на китове
У средњем веку су разлог за лов на китове биле велике количине меса, трана који се користио за гориво као и виличне кости које су служиле за градњу кућа. Крајем средњег века су испловљавале читаве флоте у лов на велике китове, углавном глатке и гренландске китове.
Током 18. и 19. века ловљени су првенствено китови усани. Већина врста изловљаваних китова је озбиљно угрожена. Неке врсте великих китова су јако изловљаване све до касног 20. века, чиме је популација тих врста доведена до руба истребљења. Они су и данас десетковани јер је њихов природни прираштај врло спор. У том су времену потпуно истребљени атлантски сиви кит, корејански сиви кит и бискајски кит.
Убијање китова за комерцијалне сврхе је од 1985. у целом свету забрањено до 2005. године, али их се и данас изловљава с различитим образложењима.

### Риболов
Иако уопште нису за китолов занимљиви, неке врсте малих китова, као, рецимо, делфини који спадају у породицу китова зубана, су озбиљно десетковани. Они су често успутне жртве тунолова јер се задржавају у близини јата туна. Туноловци то добро знају, и по испрашним млазовима делфина одређују положај јата туна. Рибари спуштају мреже око групе делфина у очекивању да ће тако уловити туне. Кад се мреже скупљају, делфини се у њих улове и утапају се. При томе се догађа још један, до данас неразумљив феномен. Делфини, који у игри скачу из воде као прави акробати, кад се нађу уз руб мреже не могу је „прескочити“ и из ње изаћи у отворено море. Нико још нема одговор на питање зашто је то тако, али јесте, и многи делфини плаћају животом ту чињеницу. У новије време им се покушава помоћи на начин да у затворен круг мреже уђу људи и спуштају руб мреже испод руба воде како би омогућили делфинима да из ње испливају, али то није ни приближно довољно.

## Систематика
Ред Cetacea се класично дели на два подреда:
- Китови усани су добили име по усима, рожнатим израслинама у горњој вилици које су на завршецима рашчлањене, а китови уз помоћ њих цеде планктон из огромних количина воде коју у ту сврху узимају у уста. Код гренландских китова уси могу бити и дуже од 4 метра.
- Китови зубани, у које се убрајају и делфини, имају ред чуњастих зуба у обе или само у доњој вилици. Одликују се и способношћу сналажења у околини помоћу ултразвука.

## Таксономија
обухватају око 90 врста, све морске, осим четири врсте слатководних делфина. Могу се поделити у две групе: Mysticeti (китови плочани или китови усани) и Odontoceti (китови зубани, који укључују делфине, Рисове делфине, и уљешуре). Представници најмање врсте делфина су мањи од људи, a Плави кит спада у највеће животиње које су икада живеле. Традиционално група Cetacea је препозната као јединствен ред сисара. Међутим, молекулска истраживања и недавна открића показују да су китови унутар другог реда сисара, Artiodactyla, и да су блиски сродници породице нилских коња (Hippopotamidae). Барем један аутор сматра да Cetacea треба посматрати као инфраред у подреду Whyppomorpha унутар реда Artiodactyla.
|  |                                     |
|  |                                     |
|  | \| \| \| \| \| \| \| \| \| \| \| \| |
|  |                                     |
|  |                                     |
|  |                                     |
|  |                                     |
|  |                                     |

|  |  |
|  |  |
|  |  |
|  |  |

|  |                                     |
|  |                                     |
|  | \| \| \| \| \| \| \| \| \| \| \| \| |
|  |                                     |
|  |                                     |
|  |                                     |
|  |                                     |
|  |                                     |

|  |  |
|  |  |
|  |  |
|  |  |

|  |                                     |
|  |                                     |
|  | \| \| \| \| \| \| \| \| \| \| \| \| |
|  |                                     |
|  |                                     |
|  |                                     |
|  |                                     |
|  |                                     |

|  |  |
|  |  |
|  |  |
|  |  |

|  |                                     |
|  |                                     |
|  | \| \| \| \| \| \| \| \| \| \| \| \| |
|  |                                     |
|  |                                     |
|  |                                     |
|  |                                     |
|  |                                     |

|  |  |
|  |  |
|  |  |
|  |  |

За сисаре је карактеристична топлокрвност, удисање ваздуха преко плућа, сисање младих и длакавост, иако је у случају китова, од тога остало врло мало.
Други начин разликовања китова од риба је облик и оријентација репа. Рибљи репови су вертикални и, приликом пливања, крећу се од једне до друге стране (лево – десно). Китов реп је хоризонталан и креће се горе - доле, јер пршљенови код кита функционишу на исти начин као и у људској кичми.

## Еволуција
Еволуција китова (китови, делфини и Рисови делфини) имају један од најкомплетнијих фосила, што праћење односа између породица чини лакшим. Они су морски сисари, сродници породице Raoellidae, групе копнених сисара које одликује вршно копито, танки удови и уво са значајним сличностима са раним китовима. Једног од тих, посебно Indohyus, карактерише дуга њушка и остеосклероза, која указује на то да је Indohyus био водена животиња. У копнено порекло китова прво указује њихова потреба да се удишу ваздух са површине, те кости њихових пераја, које личе удове копнених земљишта сисара, а закржљале остатке задњих ногу наследили су од својих четвероножних предака. Губитак спољашњег дела задњих удова је посебно добро документован истраживањем еволуције породица Pakicetidae, Ambulocetidae, Remingtonocetidae, Protocetidae и Basilosauridae.
Одговор на питање како је копнена животиња постала океанска, био је мистерија све до открића почевши у касним 1970-им година у Пакистану, где је откривено неколико фаза у транзицији китова од копна до мора.
Ова слика не описује прави филогенетских слијед еволуције одређене врсте, него је илустративан приказ еволуције китова од копнених четвороножних сисара, вероватних предака, кроз различите фазе адаптације до модерних китова и потпуног развоја хидродинамичног облика тела. Иако су Pakicetidae још придржавале тежину задњим удовима, сматрају се првим китовима, а нису укључени у Artiodactylia. То је довело до појаве породице Ambulocetidae, чији је јак реп омогућио је живот са више пливања. Remingtonocetidae су остале у стању да подрже властите тежине, али и развиле јаку базу за стопала прилагођеног за пливање. Protoceidae су били су први китови који се могу наћи у целом свијету, а не само у Пакистану и Индији указује на напредније кретање у води. Из те фазе позната су два главна рода: Artiocetus и Georgiacetus. Код првог су смањени задњи удови, али је и даље био у стању да носи тежину, док је Georgiacetus имао карлицу потпуно искључену из кичме, што значи да не може подржати своју властиту тежину па је на тај начин проводио све време у води. Basilosauridae су били први у потпуности водени китови. Била су два основна типа, Basilosaurus и Dorudontidae. Оба карактеризирају мали задњи удови, репно пераје и издужена кичма. То је пружило основу за развој модерних китова Mysticeti и Odontoceti, односно раздвајање скупина китова усана и китова зубана, које се догодио за време олигоцена (Janjucetus и Squalodon представљају њихове ране облике).

### Однос: усани - зубани
Фосилни налази указују да су, прије него што се развила китова кост, китови плочани такође имали зубе, па је дефинисање зуба само у групи зубана проблематично. Уместо тога, палеонтолози су идентификовали друге особине које уједињује фосилне и модерне одонтоцете. Такође је претпостављено да су асиметричне лобања китова зубана еволуирале као адаптације на ехолокацију. Новија открића, међутим, указују да је заједнички предак садашњих китова у ствари имао искривљену лобању. Сада је познато да је кранијска асиметрија код древних китова еволуирала као део групе особина повезаних са смером отварања, укључујући истањење доње вилице, развој масних јастучића мандибуле и изолацију ушне регије. То вероватно значи да, док се асиметрија лобање зубана током времена повећавала, код китова плочана, лобања је еволуирала од асиметричности ка симетричности.